# Romagna

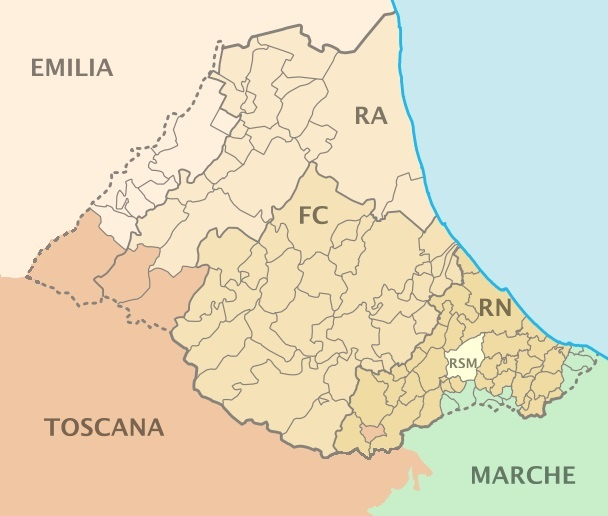
Romagnas administrativa indelning

Romagna är en historisk region i nuvarande Italien, som tidigare var den större delen av det bysantinska exarkatet, sedermera nordöstligaste delen av Kyrkostaten. Dess område motsvarar Emilia-Romagnas sydöstra del.
Romagna begränsades i öster av Adriatiska havet, i norr av Po, i nordväst av Modena, i sydväst av Apenninerna och i söder av en linje, som utgår från dessa berg till kustpasset Cattolica, norr om Pesaro. Efter 1860, då Romagna förenades med kungariket Italien, blev de fyra forna delegationerna Ferrara, Bologna, Ravenna och Forli provinser i kungariket, med en sammanlagd areal på 10 003 km² och omkring 1 227 000 invånare (1887). 
Namnet Romagna är härlett från Romania vilket var namnet på Bysantinska rikets områden. Ursprungligen levde umbrier och etrusker i regionen, men på 400-talet f.Kr. intog galler området, varför det, enligt lingvisten Giacomo Devoto, ännu finns spår av keltiska i områdets dialekt. Romarna införlivade området med Cisalpinska Gallien, och omkring 90 f.Kr. fick invånarna romerskt medborgarskap. 
Kejsar Rudolf I förklarade området 1278 för en del av Kyrkostaten, men området intogs delvis av olika adelsmän, samt omgivande republiker, främst Venedig och Florens. 1796, under Napoleonkrigen, skedde en massaker på invånarna men också politiska och sociala reformer. Romagna erkändes för första gången som stat av Napoleon I, om den indelades i provinserna Pino (Ravenna) och Rubicone (Forlì). Wienkongressen återställde emellertid förhållandena enligt Kyrkostatens ordning, men beslutet följdes av flera upplopp, till vilket män som Giuseppe Mazzini och Giuseppe Garibaldi uppeggade. När Italien enades till ett rike 1861 erkändes dock inte Romagna, och under 1900-talet har flera politiska grupper bildats för att få området självständigt.